# Jörg Panknin
Jörg-Detlef Panknin (* 8. November 1944 in Regenwalde, Provinz Pommern; † 1. Dezember 2024 in Berlin) war ein deutscher Schauspieler.

## Leben
Jörg Panknin absolvierte ein Schauspielstudium an der Theaterhochschule Leipzig. Es folgten zahlreiche Theaterengagements, so unter anderem auch am Nationaltheater Weimar, an verschiedenen Berliner Bühnen, in Zürich oder am Forum Stadtpark in Graz.
Neben seiner Theatertätigkeit debütierte Panknin im Jahr 1968 in der DDR in dem Fernsehfilm Faust, gefolgt von zahlreichen Film- und Fernsehangeboten für die DEFA und das Fernsehen der DDR. Nach der Wiedervereinigung setzte er seine Karriere als Schauspieler fort und wirkte ab den 1990er-Jahren verstärkt in Fernsehserien mit, wie beispielsweise Polizeiruf 110 oder SOKO Leipzig. Er wirkte als Schauspieler vor der Kamera von 1968 bis 2016 in über 110 Film-und-Fernsehproduktionen mit.
Panknin lebte in Berlin. Neben seiner Muttersprache Deutsch sprach er auch Englisch, Französisch, Italienisch und Russisch.
Jörg Panknin starb am 1. Dezember 2024 im Alter von 80 Jahren.

## Filmografie (Auswahl)
- 1968: Faust
- 1972: Das Geheimnis der Anden
- 1973: Das Licht der Schwarzen Kerze
- 1973: Das unsichtbare Visier (TV-Miniserie)
- 1973: Wenn die Tauben steigen
- 1973: Wolz – Leben und Verklärung eines deutschen Anarchisten
- 1974: Die eigene Haut
- 1974: Der Leutnant vom Schwanenkietz (TV-Dreiteiler)
- 1974: Johannes Kepler
- 1975: Blutsbrüder
- 1975: Die Seefee
- 1975: Mein blauer Vogel fliegt
- 1975: Polizeiruf 110: Das letzte Wochenende (TV-Reihe)
- 1975: Eine Pyramide für mich
- 1976: Lasset die Kindlein…
- 1977: Ein Katzensprung
- 1977: Cyankali
- 1979: Lachtauben weinen nicht
- 1980: Archiv des Todes (TV-Miniserie)
- 1980: Die Heimkehr des Joachim Ott
- 1980: Polizeiruf 110: In einer Sekunde
- 1980: Gevatter Tod
- 1981: Pugowitza
- 1981: Der ungebetene Gast
- 1982: Der lange Ritt zur Schule
- 1982: Spuk im Hochhaus (TV-Miniserie)
- 1982: Wenn’s donnert, blüht der Gummibaum
- 1983: Verzeihung, sehen Sie Fußball?
- 1983: Moritz in der Litfaßsäule
- 1984: Der Staatsanwalt hat das Wort: Ein Kartenhaus (Fernsehreihe)
- 1984: Front ohne Gnade (TV-Miniserie)
- 1984: Kaskade rückwärts
- 1985: Die Gänse von Bützow
- 1985: Flug des Falken
- 1985: Die dritte Frau (TV-Zweiteiler)
- 1985: Der Staatsanwalt hat das Wort – Hubertusjagd
- 1986: Eine zauberhafte Erbschaft
- 1986: Das Schulgespenst
- 1986: Offiziere
- 1986: Ein Wigwam für die Störche
- 1986: Startfieber
- 1987: Bebel und Bismarck (TV-Dreiteiler)
- 1988–1990: Barfuß ins Bett (Fernsehserie)
- 1989: Die gläserne Fackel (TV-Miniserie)
- 1989: Polizeiruf 110: Unsichtbare Fährten
- 1990: Flugstaffel Meinecke (Fernsehserie)
- 1991: Polizeiruf 110: Mit dem Anruf kommt der Tod
- 1992: Banale Tage
- 1993: Ich und Christine
- 1994–1996: Frankenberg (Fernsehserie)
- 1995–2003: Wolffs Revier (Fernsehserie, 2 Folgen, verschiedene Rollen)
- 1996: Hallo, Onkel Doc! (Fernsehserie, 1 Folge)
- 1996: Polizeiruf 110: Lauf oder stirb
- 1996: Die Stadtindianer
- 1997: Liebling Kreuzberg (Fernsehserie, 1 Folge)
- 1997–2001: Für alle Fälle Stefanie (Fernsehserie, 3 Folgen, verschiedene Rollen)
- 1999: Wege in die Nacht
- 1999: Tatort: Todesangst (TV-Reihe)
- 1999: Die Straßen von Berlin (Fernsehserie, 1 Folge)
- 2000: Tatort: Blüten aus Werder
- 2001: In aller Freundschaft (Fernsehserie, 1 Folge)
- 2001: Tatort: Berliner Bärchen
- 2002: Der Landarzt (Fernsehserie, 1 Folge)
- 2002: SOKO Leipzig (Fernsehserie, 1 Folge)
- 2002: Der letzte Zeuge (Fernsehserie, 1 Folge)
- 2003: Stubbe – Von Fall zu Fall: Tödlicher Schulweg
- 2004: Edel und Starck (Fernsehserie, 1 Folge)
- 2004: Dr. Sommerfeld – Neues vom Bülowbogen (Fernsehserie, 1 Folge)
- 2004–2013: SOKO Wismar (Fernsehserie, 3 Folgen, verschiedene Rollen)
- 2004: Hallo Robbie! (Fernsehserie, 2 Folgen)
- 2005: Der Mörder meines Vaters
- 2005: Die letzte Schlacht
- 2005: Polizeiruf 110: Die Tote aus der Saale
- 2005: SOKO Köln (Fernsehserie, 1 Folge)
- 2005: Doppelter Einsatz (Fernsehserie, 1 Folge)
- 2005: Alphateam – Die Lebensretter im OP (Fernsehserie, 2 Folgen)
- 2005: Polizeiruf 110: Vorwärts wie rückwärts
- 2006: Küstenwache (Fernsehserie, 1 Folge)
- 2006: Eine Stadt wird erpresst
- 2007: Alarm für Cobra 11 – Die Autobahnpolizei (Fernsehserie, 1 Folge)
- 2008: Remarque – Sein Weg zum Ruhm
- 2010: Der Kriminalist (Fernsehserie, 1 Folge)
- 2012: Operation Zucker
- 2012: Löwenzahn (Fernsehserie, 1 Folge)
- 2012: Russendisko
- 2016: Ein Fall von Liebe (Fernsehserie, 1 Folge)

## Hörspiele
- 1981: Samuil Marschak: Das Tierhäuschen (Igel) – Regie: Maritta Hübner (Kinderhörspiel – Rundfunk der DDR)